# Margens
Margens ist ein Wohnplatz in der Gemeinde Stedesdorf in der Samtgemeinde Esens im Landkreis Wittmund in Niedersachsen. Während des Mittelalters bestand in dem Ort ein Vorwerk des Klosters Marienkamp, das möglicherweise ein selbständiges Kloster war, bevor es nach Marienkamp inkorporiert wurde. Der Name des Ortes wurde 1438 erstmals als toe Merghense oder by Marghenze urkundlich erwähnt und ist vom Rufnamen Marge oder Maring (weibliche Form) abgeleitet, dem das altfriesische Kollektivsuffix ingi angehängt wurde.

## Geschichte
Der Hof Margens befindet sich auf einer großen Warft, die wohl schon vor den Eindeichungen im 12. Jahrhundert entstanden ist.
Für die Existenz eines eigenständigen Klosters gibt es nur indirekte Hinweise. So mussten die Bewohner der umliegenden Dörfer noch nach der Säkularisation Dienste auf dem zum Hof gehörenden Flächen verrichten. Für die Klosterhypothese spricht weiterhin, dass bei Erdarbeiten in der Scheune des heutigen Gulfhofes Steine im Klosterformat gefunden wurden. Zudem wird das Gelände in einer Karte von David Fabricius aus dem Jahre 1589 mit einer Klostersignatur markiert. Möglicherweise entstand dort im Hohen Mittelalter eines jener Klöster an der Küste, die Cornelius Ignatius Damen in seiner Geschiedenis van de Benediktijnenkloosters in de provincie Groningen als Armutsklöster bezeichnet, die nach ihrer Gründung schnell wieder aufgegeben wurden.
Margens taucht anschließend als Vorwerk des Klosters Marienkamp auf. Mit diesem gelangt es nach der Reformation in den Besitz der Herrscher des Harlingerlandes und ist heute in Privatbesitz.